# Kuh-e Nader
 Ovo je glavno značenje pojma Kuh-e Nader. Za druga značenja pogledajte Kuh-e Nader (razdvojba).
Kuh-e Nader (perz. کوه نادر; dosl. Naderova planina) je vulkanska planina na jugoistoku Irana, u pokrajini Sistan i Beludžistan. Približni promjer planinskog masiva je 5,5 km što ga čini relativno malim u odnosu na ostale iranske vulkane. Nadmorska visina glavnog vrha je 2390 m, a sadrži još dva vrha iznad 2200 m. Na sjevernim, istočnim i južnim padinama nalaze se sporedni krateri s izljevima lave čija ukupna površina iznosi 10-15 km². Padine vulkana omeđene su depresijama dvaju presušenih slanih jezera ‒ Hamun-e Tagurom na sjeveru i Dašt-e Gejb-Hamunom na jugoistoku. Njihova nadmorska visina kreće se između 1385 i 1423 m što vulkanu daje relativnu visinu od približno 1000 m. Najbliža veća naselja uz Kuh-e Nader su gradići Haš i Nukabad koji se nalaze oko 50 km prema istoku odnosno sjeveroistoku.
Kuh-e Nader je geomorfološki dijelom Istočnoiranskog gorja, a geološki predstavlja jugoistočni krak pojasa vulkanskih stijena koji se proteže do Sahanda u Azarbajdžanu na sjeverozapadu Irana. Navedeni subdukcijski pojas rezultat je sudara euroazijske i arapske litosferne ploče koji se odigrava od oligocena, a sam masiv Kuh-e Nadera oblikovan je kroz pliocen i pleistocen. Na križištu srednjeg i istočnog gorja nalazi se vulkanska regija koja uz Kuh-e Nader obuhvaća i Bazman, Kale-je Hasan-Ali, te Taftan. Vulkanska erupcija na ovoj planini nije zabilježena tisućama godina, a pretpostavlja se da je posljednja nastupila tijekom holocena. Prevladavajuća vrst stijene na Kuh-e Naderu je bazalt.

## Poveznice
- Zemljopis Irana
- Popis iranskih vulkana